# رهاب القذارة
رهاب القذارة (بالإنجليزية: Mysophobia)‏ أو (بالإنجليزية: Verminophobia)‏ من اليونانية μύσος musos «قذارة» وφόβος phobos «الخوف»؛ ويسمى أيضا «الخوف من الجراثيم»  'germophobia / 'germaphobia، وهو مزيج من الجرثوم ورهاب وكذلك bacillophobia و spermophobia) هو المرضية الخوف من التلوث والجراثيم. يشار شخص لديه مثل هذا الخوف على أنه mysophobe. وقد صاغ هذا المصطلح من قبل الدكتور ويليام الكسندر هاموند في عام 1879 عندما تصف حالة من الوسواس القهري (OCD) معروضة في غسل اليدين مرارا وتكرارا واحد.